# Sariye Gökçe
Sariye Gökçe, coniugata Kumral (Samsun, 23 febbraio 1979), è un'ex cestista turca.

## Carriera
Con la Turchia ha disputato i Campionati europei del 2009.